# Sent Laurenç (Òlt i Garona)
Sent Laurenç (en francès Saint-Laurent) és un municipi francès situat al departament d'Òlt i Garona i a la regió de la Nova Aquitània.

## Demografia
| 1962                                       | 1968 | 1975 | 1982 | 1990 | 1999 | 2007 |
| ------------------------------------------ | ---- | ---- | ---- | ---- | ---- | ---- |
| 457                                        | 522  | 529  | 450  | 501  | 503  | 490  |
| Des de 1962: població sense dobles comptes |      |      |      |      |      |      |

## Administració
| Període   | Identitat        | Partit |
| --------- | ---------------- | ------ |
| 2001-2008 | Guy Berthoumieux |        |
| 2008-     | Guy Clua         |        |